# Poa almasovii
Poa almasovii là một loài thực vật có hoa trong họ Hòa thảo. Loài này được Golub miêu tả khoa học đầu tiên năm 1936.